# Kirruri
Kirruri (Kurriuri, Gurrur) fou un territori d'Assíria esmentat a partir del segle ix aC, de situació discutida.
Assurnasirpal II (884-859 aC) va travessar el riu Tigris el 884 aC i va avançar cap al nord cap al país de Nimme (o Numme). Després el rei va anar a Kirruri passant per Adaus o Ada'usch (un petit territori de situació incerta); Kirruri estaria entre Nimme (segur) i Qurkhi. Una vegada situat Nimme a la vall de l'Arsànies, i Qurkhi a la regió del Tigris superior, ja es té una primera aproximació de la situació: el país estaria al sud del llac Van, però no es determina si al sud-oest, sud, o sud-est (en direcció al llac Urmia). A Billerbeck situa el territori al pas de Kalishin, just a l'extrem septentrional de la moderna frontera entre l'Iraq i l'Iran; M. Sterk el situa a la plana a l'oest i sud-oest del llac Urmia, però els darrers descobriments descartarien aquestes zones i pensen que caldria buscar-lo a l'est del Zab Superior, potser a la plana de Dasht-e Harir; Ada'ush també se situaria en aquesta zona. Potser doncs el que estaria malament seria la situació de Nimme al Muix. Kirruru hauria d'estar a la depressió a l'entorn del llac Urmia a la part occidental d'aquest, seguint a Schrader; però Jelattre assenyala que hauria d'estar en algun altre lloc prop de les fonts del Tigris no lluny de l'Arsànies; si això fos veritat l'hauríem de situar a la proximitat de Nimme, més ennlà d'Ada'ush i de Gilzan, el que fa possible situar-lo a l'oest o sud-oest del llac Van, als districtes otomans de Muix i Sassun al sandjak de Muix.
El país de Kirruri, terroritzat pel que havia passat a Nimmi, es va sotmetre incondicionalment al conqueridor, entregant cavalls, mules, bous, bens, vi i gerres amb productes, i van acceptar un governador assiri encarregar de recaptar el tribut.
Kirruri ja és llistada com a província assíria sota Salmanassar III (859-824 aC). Posteriorment apareixen esmentats a la llista d'epònims diversos governadors del territori que foren també epònims:
- El 812 aC Musiknis (Musigsar)
- El 797 aC Assur-bela-utsur
- El 765 aC Uras-mukin-nisi
- El 729 aC Napkhar-ilu
- El 708 aC Shamash-yupakhkhir

Assurbanipal (669-631 o 627 aC) va cobrar tribut a Kurruri. i en referència al territori diu: "Kirruri amb Kilzani a l'altre costat del Zab Inferior fins a Tul-Bari el qual està més enllà del territori del Zab", i després "des de la frontera de Kirruri a Kirzani, des de més enllà del Zab Inferior a la ciutat de Tul-sa-Zabdani i la de Tul-Bari més enllà de la terra de Zaban fins a les ciutats de Tul-sa-Zabdani Tul-sa-Abtani